# Hanbok

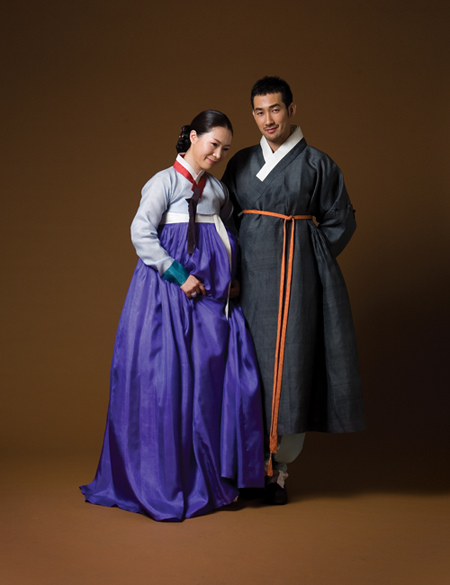
Modele tipice de hanbok, îmbrăcăminte tradițională coreeană

Hanbok(hangul: 한복; hanja: 韓服; RR: hanbok) numit și Chosŏn-ot (hangul: 조선옷; hanja: 朝鮮옷; RR: Joseon-ot; chineză: 朝鮮服; pinyin: cháoxiǎnfú în Coreea de Nord și China), este un termen generic folosit pentru cu referire la hainele tradiționale etnice coreene, inclusiv îmbrăcămintea tradițională a chaoxianzu (chinezi de origine coreeană), o minoritate etnică recunoscută oficial în China. Termenul „hanbok” înseamnă literal „îmbrăcăminte coreeană”. Datorită izolării unul de celălalt timp de aproximativ 50 de ani, stilurile de hanbok din Coreea de Sud, Coreea de Nord și China, purtate de etnicii coreeni din aceste trei țări, s-au dezvoltat separat unul de celălalt.(p246) Începând cu anii 1990, stilul sud-coreean și stilul nord-coreean arată din ce în ce mai asemănător. În mod similar, de la reforma economică din Chinei, au existat mai multe schimburi cu ambele Corei, ducând atât la dezvoltarea, cât și la schimbări în stilul Chosŏn-ot; unele dintre modelele în stil coreean-chinez Chosŏn-ot au fost influențate și inspirate de modelele hanbok sud-coreene și nord-coreene.(p246)